# Ghilarovus sanukiensis
Ghilarovus sanukiensis är en kvalsterart som beskrevs av K. Fujikawa 2005. Ghilarovus sanukiensis ingår i släktet Ghilarovus och familjen Zetomotrichidae. Inga underarter finns listade i Catalogue of Life.